# 金塘岛
金塘岛，是舟山群岛西部的主要岛屿，属中国浙江省舟山市定海区管辖，全岛面积77.35平方公里，是浙江省第五大岛。人口33,868（2000年普查）。定海区在岛上设立金塘镇。已建成金塘大桥与宁波市镇海区相连，另外通过西堠门大桥与册子岛相连。两座大桥均为舟山跨海大桥的组成部分。
金塘螺杆产品占据中国75%以上的市场份额，被称为“中国螺杆之都”。